# 瓦赫坦二世
瓦赫坦二世（？—1292年）是一位格鲁吉亚国王，1289年至1292年在位。
瓦赫坦二世是大卫六世与妻子塔马儿之子。当时，格鲁吉亚在蒙古统治之下。1289年，其堂兄、国王德米特里二世被伊儿汗国君主阿鲁浑处死。忠于蒙古的瓦赫坦二世继位为王。1292年，他的王位被德米特里二世的長子大卫八世推翻。大卫八世还娶了他的遗孀完泽台。
死后，他被埋在库塔伊西郊外的格拉特修道院。